# Ensemble Gilles Binchois
El Ensemble Gilles Binchois es un grupo francés de música antigua, fundado en 1979 por su director Dominique Vellard.
Su repertorio incluye tanto música religiosa como profana. Inicialmente estaban especializados en música medieval y del primer Renacimiento, desde los primeros manuscritos de canto gregoriano hasta la música de finales del siglo XV: Escuela de Notre Dame, dramas litúrgicos, Guillaume de Machaut, repertorio franco-flamenco, etc. Posteriormente se han adentrado también en obras del siglo XVI, sobre todo del Renacimiento español.
El grupo incorpora artistas de diferentes nacionalidades dependiendo del repertorio a interpretar. Entre los que han participado más frecuentemente se encuentran: Philippe Balloy (canto), Emmanuel Bonnardot (canto, fídula), Randall Cook (fídula, instrumentos de viento), Pierre Hamon (instrumentos de viento), Anne-Marie Lablaude (canto), Brigitte Lesne (canto, arpa), Lena-Susanne Norin (canto), Gerd Türk (canto), Willem de Waal (canto), etc.

## Discografía
Álbumes originales:
- 1981 - Peñalosa: Missa Nunca fue pena mayor, Chansons / Cabezón: Tiento du 5.º ton, Pange Lingua. Auvidis Disque AV 4952 (LP)
- 1982 - In Omnem Terram. Chants Grégorien et chants liturgiques régioneaux du Moyen Age. Auvidis Disque AV 4953 (LP).
- 1986 - École de Notre Dame de Paris. Le Chant des Cathédrales. Harmonic 8611.
- 1987 - Guillaume de Machaut poète et musicien. Le vray remède d'amour. Stil "Discothèque" 1203CCS87 (Cassette).
- 1987 - Triste plaisir et douleureuse joye. Binchois / Dufay: Ballades, Rondeaux, Lamentation. Harmonic 8719.
- 1988 - Le vray remède d'amour. Machaut: Ballades, Rondeaux, Virelais, Motets. Cantus 9625.
- 1989 - Les Tons de la Musique. Gregorian Chant. Cantus 9617.
- 1989 - Le Banquet du Voeu, 1454. Music at the Court of Burgundy. Virgin Veritas 91441.
- 1990 - Le Manuscript du Puy. L'Office du Nouvel An: Cathédrale du Puy-en-Velay, XIIe - XVIe siècles. Virgin Veritas 59238.
- 1990 - Messe de Notre Dame de Guillaume de Machaut. Cantus 9624.
- 1991 - Fontaine de grace. Jehan de Lescurel: Ballades, virelais et rondeaux. Virgin Veritas 45066.
- 1992 - Dufay: Missa Ecce ancilla Domini. Virgin Veritas 45050.
- 1992 - Les Escholiers de Paris. Motets, Chansons et Estampies du XIIIe siècle. Cantus 9616.
- 1993 - Ecole de Notre-Dame de Paris. Permanence et Rayonnement XIIe, XIIIe et XIVe siècles. Harmonic 9349.
- 1993 - Palestrina: Mass, Lamentations. Ensemble Gilles Binchois junto con el Ensemble Cantus Figuratus de la Schola Cantorum Basiliensis y el Maîtrise de Garçons de Colmar  Archivado el 15 de enero de 2010 en Wayback Machine.. Deutsche Harmonia Mundi 77317.

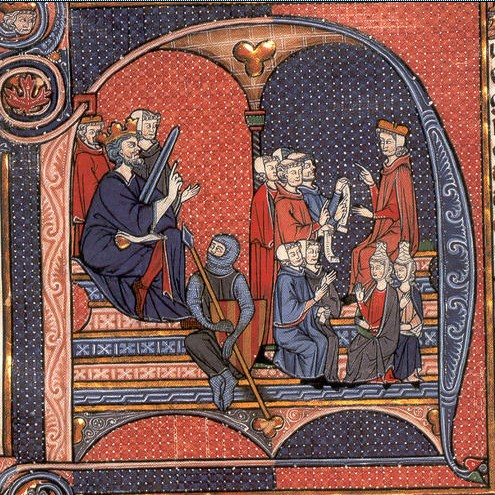
Un rey de Aragón emitiendo su juicio. Miniatura del Vidal Mayor empleada en la portada de Le jugement du Roi de Navarre.

- 1994 - Le Jugement du Roi de Navarre. Machaut: Ballades, motets, virelais et textes dits. Cantus 9626.
- 1990 - Le Manuscript du Puy. L'Office du Nouvel An: Cathédrale du Puy-en-Velay, XIIe - XVIe siècles. Virgin Veritas 59238.
- 1994 - Les premieres polyphonies françaises. Organa et tropes du XIe siècle. Virgin Veritas 45135.
- 1995 - El Misteri d'Elx. Drame sacrée en deux parties pour la Fête de l'Assomption de la Vierge. Virgin "Veritas x2" 7243 5 62349 2 5 (2 CD).
- 1996 - Meeting of Angels. Ensemble Gilles Binchois junto con Nishat Khan. Amiata Secret World 1096.
- 1996 - Musique et poésie à Saint-Gall. Séquences et tropes du IXe siècle. Harmonia Mundi "Documenta" 905239.
- 1996 - Sola m'ire. Cancionero de Palacio. Virgin Veritas 45359.
- 1997 - Gilles Binchois: Mon souverain desir. Virgin Veritas 45285.
- 1998 - Pedro de Escobar: Requiem. Virgin Veritas 45328.
- 1998 - Tientos y Glosas en Iberia. Ensemble Gilles Binchois junto con Jesús Martín Moro. Tempéraments 316014.
- 2000 - Les trois Maries. Messe grégorienne de Pâques. Virgin Veritas 45398.
- 2000 - Cantor & Musicus. La Musique dans les Manuscrits de la bibliothèque Interuniversitaire Médecine de Montpellier. Bibliothèque Interuniversitaire de Montpellier  BIU 7437-1 (ISBN 2-907387-28-6) (CD-ROM).
- 2001 - Amour, Amours. Florilège des chansons françaises de la Renaissance. Virgin "Veritas" 7243 5 45458 2 5.
- 2004 - Pérotin & L'École de Notre Dame, 1160-1245. Ambroisie 9947.
- 2005 - Cantigas de Santa Maria. Ambroisie AMB 9973.
- 2005 - Rodrigo de Ceballos. Almaviva 0136.
- 2007 - Vox nostra resonet. Glossa GCD 32301.
- 2008 - L'Arbre de Jesse. Gregorian chant and medieval polyphony. Glossa GCD P32302.
- 2010 - L'amor de lonh. Glossa GCD P32304.
- 2011 - Peñalosa: Missa Nunca fué pena mayor. Glossa 922305.
- 2014 - Polyphonies oubliées. Faux-bourdons XVIe-XIXe siècles. Aparté 097.
- 2015 - Cantica Sacra. Evidence EVCD 009
- 2016 - Heinrich Isaac: Missa Virgo prudentissima. Messe à 6 voix & plain-chant pour les Fêtes de la Vierge : ms. n.41 – Duomo, Firenze. Evidence EVCD 023.
- 2018 - Fons luminis. Códice de las Huelgas. Evidence EVCD 051.
- 2019 - Messes de Barcelone et d'Apt. Sacred Vocal Music from the 14th century. Evidence EVCD 060.
- 2019 - Voix du Ciel. Evidence EVCD 065
- 2020 - Claude Le Jeune: Le Printemps. Evidence EVCD 069.

Álbumes recopilatorios junto con otros grupos:
- 1996 - Musica humana. L'Empreinte digitale ED 13 047.
- 2002 - Cathedral Dreams. Music to Inspire. Virgin 67804 (2 CD).
- 2005 - Dictionary of Medieval & Renaissance Instruments. Cantus 9705/6 (2 CD).